# Knorrendorf
Knorrendorf – gmina w Niemczech,  w kraju związkowym Meklemburgia-Pomorze Przednie, w powiecie Mecklenburgische Seenplatte, wchodząca w skład Związku Gmin Stavenhagen.
Dzielnice: Gädebehn, Friedrichsruh, Kleeth, Kleeth-Siedlung, Kastorf i Knorrendorf.